# Сапоженко, Александр Антонович
Сапоженко, Александр Антонович (4 апреля 1939 года, Ленинград) — русский учёный-математик, д.ф.-м.н. (1993), профессор (1997), преподавал по 2019 г. на кафедре математической кибернетики ВМК МГУ, Заслуженный профессор Московского университета (2008).

## Биография
В 1964 году Александр Антонович Сапоженко окончил радиотехнический факультет МФТИ и в 1967 году аспирантуру в том же институте.
С 1967 по 1971 гг. работал в Институте математики Сибирского отделения АН СССР
С 10 мая 1971 г. по 30 июня 2019 г. трудился на кафедре математической кибернетики ВМК МГУ, с 1996 г. — в должности профессора. Учёное звание профессор присвоено в 1997 году.

## Области научных интересов
дискретная математика, дискретная оптимизация, комбинаторика, математическая кибернетика, теория графов.

## Научный вклад
Профессор А. А. Сапоженко известен следующими научными достижениями.
- в области минимизации булевых функций им найдены асимптотика максимальной длины тупиковой дизъюнктивной нормальной формы (ДНФ) и асимптотика логарифма числа тупиковых ДНФ как для всюду определённых, так и для частичных булевых функций. Получена точная оценка диаметра и радиуса графа типичных функций.
- в области комбинаторики им предложен метод решения перечислительных задач, позволяющий получать асимптотики числа объектов сложной природы (например, дискретные функции из специальных классов, коды, независимые множества в графах и др.). Метод позволил, в частности, получить асимптотическое решение известной проблемы Дедекинда о числе монотонных булевых функций. А. А. Сапоженко решил известную проблему Камерона-Эрдёша о числе множеств, свободных от сумм, в начальном отрезке натурального ряда[2].

## Научно-организационная деятельность
- Член диссертационных советов при ВМК МГУ (25.5.2007 — 31.8.2017) и ВЦ РАН,
- работал членом экспертного совета Российского фонда фундаментальных исследований.
- член редколлегии журнала «Дискретный анализ и исследование операций» (с 16 июля 1969)
- участвовал в программных комитетах 6 конференций[2].

## Преподавательская деятельность
А. А. Сапоженко в разные годы читал следующие курсы:
- «Вероятностные методы в комбинаторике»,
- «Минимизация булевых функций»
- «Основы кибернетики»,
- «Прикладные вопросы кибернетики»,

Вёл спецсеминары
- «Дискретная математика и математическая кибернетика»,
- «Дискретный анализ».

Проф. А. А. Сапоженко подготовил 11 кандидатов наук, среди его учеников 1 доктор наук.

## Награды, премии, почётные звания
- Заслуженный профессор Московского университета (2008)

## Избранная библиография

### Книги
- Дизъюнктивные нормальные формы: (Метрич. теория) / А. А. Сапоженко; Моск. гос. ун-т им. М. В. Ломоносова, Фак. вычислит. математики и кибернетики, Кафедра мат. кибернетики. — Москва : Изд-во Моск. ун-та, 1975. — 90 с.; 20 см.
- Сборник задач по дискретной математике: для вузов по специальности «Прикл. математика» / Г. П. Гаврилов, А. А. Сапоженко. — Москва : Наука, 1977. — 368 с. : ил.; 20 см.
  - Сборник задач по дискретной математике : [Пер. с рус.] / Г. П. Гаврилов, А. А. Сапоженко. — М. : Мир, Б. г. (1989). — 414 с. : ил.; 21 см; ISBN 5-03-000522-6.
  - Problemas de Mathematica Dickreta (Spanish) // MIR Publisher, Moscow — 1980—316 p. (with Gavrilov G. P.). (исп.)
  - Diszkret Matematikai feladatgyujtemeny. — Budapest: Muszaki Konyvkiado, 1981. — 358 p. (with Gavrilov G. P.). (венг.)
  - Selected Problems in Discrete Mathematics. — Moscow: MIR Publishers, 1989. — 414 p. (with Gavrilov G.P.) (англ.)
  - Problems and Exercises in Discrete Mathematics / Gavrilov G.P., Sapozhenko A.A. Kluver Academic Publishers Dordrecht/ Boston/ London, 1996. ISBN 0-7923-4036-1, 422 p. (англ.)
- Задачи и упражнения по дискретной математике / Г. П. Гаврилов, А. А. Сапоженко. — Изд. 3-е, перераб. — М. : Физматлит, 2005 (РГУП Чебоксар. тип. N1). — 416 с. : ил., табл.; 22 см; ISBN 5-9221-0477-2
- Некоторые вопросы сложности алгоритмов : Учеб. пособие по курсу «Основы кибернетики» / А. А. Сапоженко; Моск. гос. ун-т им. М. В. Ломоносова. Фак. вычислит. математики и кибернетики. — М., 2001. — 46 с. : ил.; 21 см; ISBN 5-89407-107-0
- Задачи по курсу «Основы кибернетики» / Вороненко А. А., Алексеев В. Б., Ложкин С. А., Романов Д. С., Сапоженко А. А., Селезнёва С. Н. М.: Макс Пресс, 2002. 66 с.
  - 2-е изд. М.: МАКС Пресс, 2011. ISBN 978-5-89407-466-5, 978-5-317-03857-1, 72 с.
- Проблема Дедекинда и метод граничных функционалов : специальный курс / А. А. Сапоженко ; ВМК МГУ им. М. В. Ломоносова. — Москва : Изд. отд. Фак. ВМК МГУ, 2005. — 123, [1] с. : ил.; 20 см; ISBN 5-89407-234-4 : 100 экз.
  - Проблема Дедекинда и метод граничных функционалов / А. А. Сапоженко. — Москва : Физматлит, 2009. — 150, [1] с.; 22 см; ISBN 978-5-9221-1117-1[5].

### Диссертации
- Сапоженко, Александр Антонович. Метрические свойства функций алгебры логики : диссертация … кандидата физико-математических наук : 01.00.00. — Новосибирск, 1967. — 70 с.[6]
- Сапоженко, Александр Антонович. Метод граничных функционалов в перечислительных изопериметрических задачах : диссертация … доктора физико-математических наук : 01.01.09. — Москва, 1992. — 240 с. : ил.[7]

### Избранные статьи
- Асимптотика числа множеств, свободных от сумм, в группах простого порядка // Докл. РАН, 2009, т. 424, № 4, с. 449—451;
- Проблема Камерона-Эрдеша // Докл. РАН, 2003, т. 393, № 6, с. 749—752;
- О числе множеств, свободных от сумм, в абелевых группах // Вестн. Моск. ун-та, сер. 1: Матем. Мех., 2002, № 4, с. 14-17;
- О числе независимых множеств в расширителях // Дискрет. матем., 2001, т. 13, вып. 1, c. 56-62;
- О возможности построения макромоделей для RC-схем // Ж. вычисл. матем. и матем. физ., 1995, т. 35, № 12, c. 1886—1898;
- О числе антицепей в ранжированных частично упорядоченных множествах // Дискрет. матем., 1989, т. 1, вып. 1, c. 74-93;
- Геометрическое строение почти всех функций алгебры логики // Проблемы кибернетики — М., Наука, 1975, c. 227—261.

### Патент
- Авторское свидетельство «Логический элемент» / Авторы: Сапоженко А. А., Алексеев В. Б., Корнилов А. И., Ложкин С. А., Немудров В. Г. № 3544439, 26 февраля 1983 г.